# Pontén (släkt)
Den småländska släkten Pontén härstammar från Brogård i Tolgs socken i Kronobergs län. Petrus Pontén (1741–1824) antog släktnamnet efter födelsegården (latin pons, genitiv pontis 'bro') när han lämnade Växjö gymnasium för universitetsstudier. Han blev kyrkoherde i Hultsjö församling, Växjö stift. Många personer i släkten har verkat som präster i Småland.
Bland sentida ättlingar märks modeskaparen Gunilla Pontén och hennes bror skådespelaren Tomas Pontén, som tillhör vad man i släktkalendern kallar Den yngre släkten då namnet upptogs på kvinnosidan av syskonens far och dennes syskon.

## Kända medlemmar (stamtavla)
Stamfader Petrus Pontén (1741–1824), kontraktsprost, Hultsjö
- Johan Pontén (1776–1867), präst och naturforskare, Korsberga
  - Peter Carl Pontén (1802–1857), hovpredikant, Skatelöv
    - Johan Pontén (1838–1873), hovpredikant, Färlöv
      - Frithiof Pontén (1872–1967), lärare och författare
        - Sam Pontén (1907–1963), jurist
        - Jan Pontén (1913–1991), musikdirektör

  - Johan Anton Pontén (1805–1882), kyrkoherde, Norra Sandsjö
    - Carl Wilhelm Pontén (1836–1916, kronolänsman
      - Ferdinand Pontén (1867–1905), jurist

    - Gustaf Pontén (1841–1918), kontraktsprost, Bergsjö
      - Gottfrid Pontén (1891–1984), kontraktsprost, Sandviken
        - Bengt Pontén (1923–2007), läkare och docent
          - Mats Pontén (född 1955), skådespelare

      - Ernst Pontén (1894–1985), kontraktsprost, Hanebo

    - Edward Pontén (1860–1947), läkare
    - Tekla Pontén (1862–1955), gift med Axel Jacobson, kyrkoherde, barnen antog moderns flicknamn
      - Sigurd Pontén (1890–1988), agronom och direktör
      - Erik Pontén (1894–1978), ingenjör och direktör
        - Urban Pontén (1926–2014), läkare, professor i neurokirurgi

      - Birger Pontén (1895–1976), överste
        - Jan Pontén (1926–1999), läkare, professor i patologi
        - Gunilla Pontén (1929–2019) modeskapare och fotomodell
        - Tomas Pontén (1946–2015), skådespelare och regissör, varit sambo med Suzanne Reuter, skådespelare

      - Ruben Pontén (1901–1991), väg- och vattenbyggnadsingenjör
        - Gunvor Pontén (1929–2023), skådespelare
          - Nina Pontén (född 1960), skådespelare och regissör

  - Jonas Otto Pontén (1813–1887), läkare
    - Carl Pontén (1861–1923), läkare

  - Gustaf Pontén (1817–1890), kontraktsprost, Korsberga
    - John Pontén (1867–1942), kontraktsprost, Hultsjö
      - Gustaf Pontén (1897–1985), kontraktsprost, Söderåkra
        - Jan Peter Pontén (1933–2019), advokat
          - Henrik Pontén (1965–2020), jurist

      - Johan Pontén (1901–1983), läkare
        - Anders Pontén (1934–2009), författare och journalist

    - Anna Pontén (1869–1966), gift med Alfred Dahl, landsfiskal
      - Gustaf Dahl (1890–1992), borgmästare och författare
      - Anna-Beth Dahl (1894–1984), gift med Einar Ralf, operasångare
        - Elisabeth Ralf (1918–2017), författare
        - Klas Ralf (1920–2018), informationschef
        - Eva Ralf (1923–2007), arkitekt

  - Hilda Christina Pontén (1820–1901), gift med Wilhelm Sjögren, kyrkoherde
    - Otto Sjögren (1844–1917), historiker
      - Una Sjögren (1871–1955), gift med John Pontén (ovan)

  - Samuel Benjamin Pontén (1823–1905), kontraktsprost, Österåker
    - Erik Pontén (1865–1935), bankman
    - Knut Pontén (1868–1940), apotekare
- Peter Pontén (1779–1860), kyrkoherde, Linneryd
- Anders Daniel Pontén (1782–1846), kyrkoherde, Järsnäs